# العلوم والتكنولوجيا في أوكرانيا
تتمتع العلوم والتكنولوجيا في أوكرانيا بتطورها الحديث وأصولها التاريخية في القرنين الثامن عشر والتاسع عشر. ترتبط في المقام الأول بأكاديمية كييف موهيلا وجامعة تاراس شفتشينكو الوطنية في كييف وجامعة خاركيف الوطنية. كان تأسيس المؤسسة البحثية الرئيسية في أوكرانيا، الأكاديمية الوطنية للعلوم في أوكرانيا في 1918 على يد فلاديمير فرنادسكي؛ بمثابة معلم مهم في التطور العلمي والتكنولوجي اللاحق في البلاد.
تطور علم الفضاء في أوكرانيا بسرعة في أعقاب الحرب العالمية الثانية ، حيث قاد سيرجي كوروليوف وفلاديمير تشيلومي تطوير الصواريخ الحاملة والرحلات الفضائية في الاتحاد السوفيتي خلال سباق الفضاء.
في 2024، احتلت أوكرانيا المرتبة 60 في مؤشر الابتكار العالمي؛ بانخفاض عن المرتبة 57 في 2023، والمرتبة 49 في 2021.

## شخصيات بارزة
- ميخائيل أوستروغرادسكي (1801- 1862)، عالم رياضيات اشتهر بمبرهنة التباعد.
- ميخايلو ماكسيموفيتش (1804- 1873)، عالم نبات ومؤرخ، ولغوي وإثنوغرافي، وأول عميد لجامعة كييف.
- فلاديمير بيتز (1834- 1894)، عالم تشريح، وعالم أنسجة. انظر: خلية بيتز.
- إيليا ميتشنيكوف (1845- 1916)، عالم حيوان. في ١٩٠٨، مُنح جائزة نوبل في علم وظائف الأعضاء أو الطب؛ تقديرًا لعمله في مجال المناعة.
- إيفان بوليوي (1845- 1918)، فيزيائي ومخترع. من أوائل المطورين لاستخدام الأشعة السينية في التصوير التشخيصي الطبي.
- إيفان هورباتشيفسكي (1854- 1942) كيميائي. انظر: أكسيداز الزانثين.
- فلاديمير فرنادسكي (1868- 1908)، عالم معادن وكيميائي جيولوجي، مؤسس وأول رئيس للأكاديمية الأوكرانية للعلوم.
- غيورغي فورونوي (1868- 1908) عالم رياضيات. انظر مخطط فورونوي.
- ستيفان تيموشينكو (1878- 1972) مهندس.
- إيغور سيكورسكي (1889- 1972) رائد طيران.
- ميخايلو بيليبوفيتش كرافتشوك (1892- 1942) عالم رياضيات.
- يوري كوندراتيوك (1897-1942)، عالم رياضيات ومهندس. طوّر أول التقاء فضائي بالمدار القمري.
- ثيودوسيوس دوبجانسكي (1900-1975)، عالم وراثة وعالم أحياء تطورية.
- جورج كستياكاوسكي (1900-1982)، أستاذ الكيمياء الفيزيائية في جامعة هارفارد، شارك في مشروع مانهاتن، وشغل لاحقًا منصب المستشار العلمي للرئيس دوايت أيزنهاور.
- أوليغ أنتونوف (1906- 1984) مصمم مركبات جوية، وأول رئيس لشركة أنتونوف، وهي شركة مركبات جوية عالمية شهيرة في أوكرانيا.
- سيرجي كوروليوف (1907- 1966) عالم صواريخ، وكبير مصممي برنامج الفضاء السوفيتي. انظر: برنامج فوستوك، برنامج سايوز.
- فالونتين غلوشكو (1908- 1989) عالم صواريخ.
- ميخالوفيتش ليولكا (1908- 1984) مهندس محركات نفاثة. انظر: ليولكا إيه.إل-21، ساتورن إيه إل-31، ان بي او ساتورن.
- نيكولاي بوغوليوبوف (1909-1992)، عالم رياضيات وفيزيائي نظري، معروف بمساهمته الكبيرة في نظرية الحقل الكمومي، والميكانيكا الإحصائية الكلاسيكية والكمية، ونظرية الأنظمة التحريكية.
- نيكولاي أموسوف (1913-2002)، طبيب وجراح قلب ومخترع.
- فلاديمير تشيلومي (1914-1984)، عالم صواريخ. انظر: بروتون (عائلة صواريخ).
- بوريس باتون (1918)، ميكانيكي (اختصاصي)، رئيس الأكاديمية الوطنية للعلوم في أوكرانيا لفترة طويلة.
- فيكتور جلوشكوف (1923- 1982) مؤسس تكنولوجيا المعلومات في الاتحاد السوفيتي، وأحد مؤسسي السبرانيات.
- فلاديمير درينفيلد (1954)، عالم رياضيات. مُنح ميدالية فيلدز عام 1990. انظر: الزمرة الكمومية.
- مارينا فيازوفسكا (1984)، عالمة رياضيات، حلّت مشكلة تعبئة الكرات في البعد 8.
- موريس جولدهابر (1911-2011)، فيزيائي، حدد حلزونية النيوترينوات.

## التاريخ والتنظيم

### الحرب الروسية الأوكرانية
أثرت الحرب الروسية الأوكرانية بشكل كبير على العلوم الأوكرانية. حيث قامت عدة مجموعات من الأكاديميين بإنشاء خطة عمل واحدة توضح كيف يمكن للمجتمع العلمي العالمي مساعدة أوكرانيا، بما في ذلك المساعدة في تنظيم (وإعادة) تنشيط العلوم الأوكرانية وإعادة بنائها في المستقبل. تم استخدام العلم والتكنولوجيا للدفاع ضد الغزو الروسي في 2022 مثل التكنولوجيا العسكرية، لتوثيق وتوصيل أحداث الحرب بما في ذلك جرائم الحرب، لتوفير واستقبال المساعدة عبر الطب عن بعد، وللحصول على معلومات مجمعة حول فرص الدعم للعلماء الأوكرانيين.